# كشك التقبيل
كشك التقبيل (بالإنجليزية: The Kissing Booth)‏ هو فيلم رومنسي كوميدي أمريكي إنتاج عام 2018.

## الإنتاج
في يونيو 2014 ، تم التعاقد مع فينس مارشللو لكتابة الفيلم الخاص بتأليف رواية الشاعر الصغير «بيث ريكلز» للكتاب المراهق «كيسينغ بوث»، التي نُشرت في الأصل في نوفمبر 2016، أُعلن أن Netflix قد اشترى حقوق الفيلم، مع تعيين مارسيلو الآن ليقود عرضه السينمائي. في يناير عام 2017، وقعت جوي كينغ ومولي رينغولد على دور البطولة في الفيلم.
تم التصوير في لوس أنجلوس، كاليفورنيا، وفي كيب تاون بجنوب إفريقيا بين يناير وأبريل 2017.

## روابط خارجية
- التقبيل على موقع IMDb (الإنجليزية)
- التقبيل على موقع ميتاكريتيك (الإنجليزية)
- التقبيل على موقع روتن توميتوز (الإنجليزية)
- التقبيل على موقع نتفليكس (الإنجليزية)
- التقبيل على موقع ألو سيني (الفرنسية)
- التقبيل على موقع أول موفي (الإنجليزية)
- التقبيل على موقع فيلمافينيتي (الإسبانية)
- التقبيل على موقع قاعدة بيانات الفيلم (الإنجليزية)
- التقبيل على موقع ليتربوكسد (الإنجليزية)